# Elena Andreevna Švarc
Elena Andreevna Švarc (Leningrado, 17 maggio 1948 – San Pietroburgo, 11 marzo 2010) è stata una poetessa russa.
Elena Švarc (nome completo in russo Елена Андреевна Шварц) è una poetessa russa, considerata tra le più innovative e piene di talento degli ultimi decenni. La sua poesia satirica e provocatoria, che si concentra su aspetti universali dell'esperienza femminile, è stata molto lodata dalla critica e molte poetesse, incluse Bella Achatovna Achmadulina e Ol'ga Aleksandrovna Sedakova, le hanno dedicato poesie. La Švarc continua la tradizione di Velimir Chlebnikov, Michail Alekseevič Kuzmin, Marina Ivanovna Cvetaeva e Nikolaj Zabolockij, anche se nessuno di loro può essere considerato il suo maestro: la sua fantasia e il suo stile sono del tutto individuali.

## Biografia
È nata a Leningrado (oggi San Pietroburgo) il 17 maggio 1948. I suoi genitori si sono separati quando era una bambina ed è stata cresciuta da sua madre, Dina, manager del Teatro Drammatico di Leningrado. Ha avuto un'educazione privilegiata in un ambiente intellettuale e pieno di stimoli, e ha potuto coltivare i suoi interessi poetici sin dalla giovinezza. Ha scritto la sua prima poesia all'età di tredici anni. Ha studiato filologia per un anno all'Università Statale di Leningrado, ma alla fine si è laureata all'Istituto Teatrale di Leningrado nel 1971, per il quale ha lavorato traducendo opere o scrivendone lei stessa.
Nel 1973 le sue prime poesie appaiono sul giornale studentesco dell'università di Tartu, in Estonia; dopo qualche anno, le sue poesie vengono pubblicate all'estero attraverso il Samizdat, perché non le fu permesso di pubblicare un solo verso in patria fino al crollo dell'Unione Sovietica. La censura guardava con sospetto i temi metafisico-mistici, ma comunque non poteva evitare che la sua lirica sperimentale e i suoi versi epici raggiungessero una crescente popolarità, anche se segreta. Ha iniziato così a viaggiare per leggere le sue poesie e presto molti critici si sono interessati al suo lavoro. Le letture personali dei suoi versi erano molto popolari durante la stagnazione di Brežnev.
Verso la metà degli anni Ottanta le sue poesie vengono pubblicate sulle principali riviste letterarie dell'Occidente (negli Stati Uniti, Francia, Germania e Inghilterra), e alcune vengono tradotte in inglese. Grazie a questo, Elena Švarc diventa famosa prima all'estero che in Russia. Non deve sorprendere che il suo primo volume di poesie in russo Tancujuščij David (trad. inglese Dancing David), sia stato pubblicato a New York, e che il seguente Stichi (trad. inglese Verses) sia stato pubblicato a Parigi e Monaco nel 1987. Quando finalmente nel 1989 la Perestrojka lo ha reso possibile, la sua prima raccolta di poesie apparsa in Russia, Storony sveta, è stata esaurita il giorno stesso dell'uscita. Da allora, ha pubblicato una raccolta ogni anno.
Nel 1999 ha vinto il premio Northern Palmyra per la letteratura. Quattro anni dopo, ha ricevuto il premio Triumf per la sua raccolta di poesie in due volumi, Sočinenija Eleny Švarc (trad. inglese Collected Works by Elena Shvarts). Nel 2004 è stata insignita del premio Gogol' per la sua raccolta di prose Vidimaja storona žizni (trad. inglese The visible Side of the Life).
Sua madre, la persona più vicina a lei negli ultimi anni, è morta nel 1998, e nelle poesie di quegli anni si riflettono il dolore e il senso di perdita che ha provato. Ha continuato a risiedere nella sua casa natale di San Pietroburgo fino alla morte.

## Poesia

### Scrittura
La scrittura di Elena Švarc è caratterizzata da una combinazione di elementi contrastanti, con influenze giudaiche, slave, tatare e gitane.
Nella sua scrittura, la poesia stessa è un atto sacro, e il poeta è di conseguenza «un santo e un martire», una persona scelta per «una vita profetica e solitaria».
La Švarc inizia una ricerca per comprendere la scrittura in sé e il tempo della scrittura nella raccolta di poesie Dikopis' poslednego vremeni (Scritti furiosi dell'ultimo periodo) del 2001. La raccolta si pone tra i disastri della storia russa e le perdite personali; è infatti dedicata alla memoria di sua madre, morta di cancro nel 1998. Sembra che «provare dolore sia per lei l'unico modo di sentirsi viva». La maggior parte delle poesie del volume «prova a dare un senso alla morte della madre o descrive contesti in cui la perdita cambia i significati di tutte le cose».

### Stile
La «potenza della sua immaginazione crea una relazione unica tra l'ordinario e il mitico. La sua poesia ha le sue radici nella tradizione lirico-religiosa così come nell'esperimento ludico». La sua ricerca di libertà espressiva curiosamente «non tende a uno sperimentalismo futuristico, ma al passato, agli inizi, ai versi spirituali (duchovnye stichi), all'antica poesia sillabica russa».
Usa un complesso simbolismo, il «ritmo delle sue poesie mistiche è avvincente, a volte spezzato». La metrica è irregolare, le rime imperfette. Ma le metafore sono chiare e infantilmente semplici. Acute descrizioni danno una strana logicità e persuasione ad ansiose allucinazioni. L'effetto è quello di una «rottura con la tradizionale maniera di pensare e di guardare alle cose». Struttura e temi possono essere semplici o complessi, stile e linguaggio possono essere aulici o ironico-grotteschi. A volte si avverte nelle sue liriche un doloroso senso di solitudine esistenziale. Il lessico sembra «meno accessibile», ma contribuisce così a dare «un effetto di immediatezza tipico dell'opera teatrale». Diversamente da altri poeti russi contemporanei, Elena Švarc non usa slang o parole oscene.
Nonostante la sua visione austera, la poesia della Švarc «non è mai pomposa o solenne, ma viene spesso "alleggerita" dal suo pungente umorismo e dalla sua auto-ironia. A dispetto della sua apparenza eccentrica, il tono è molto lirico e si carica spesso di una tensione tragica».

### Una visione personale
Nella poesia della Švarc, «il mondo si trasforma in un unico e mistico paesaggio», mezzo reale, mezzo fantastico. Il mondo della Švarc è «un mondo a parte, dove il tempo è compresso in flash, istanti, epifanie; quasi mai vengono narrate delle storie».
Il suo genere preferito, il piccolo poema (in russo маленькая поэма?), è un ciclo di liriche brevi collegate tra loro. La "trama" non viene svelata attraverso continue progressioni narrative, ma «attraverso intersezioni musicali e collisioni tra le varie parti».  Le diverse parti del ciclo acquistano significato solo nelle relazioni e nel confronto tra loro. Considerate isolatamente, perdono la loro coerenza. Con questa complicata struttura costruita sui principi della polifonia, la Švarc può creare un intero mondo, dove il poeta non ha il completo controllo. Ha coniato anche un nuovo termine per definire il suo verso: визьён-прикючения (vis'ën-prikjučenija, "visione-avventura"); lei stessa non sa dove porta la sua visione.
Anche se la poetessa considera le sue poesie «intime e personali descrizioni di vita», è consapevole che «hanno una vita propria», «si trasformano in esseri viventi». C'è un'intensa esplorazione dell'io: «lei prova a uscire fuori di sé per osservarsi», rigettando la narrativa autobiografica per amore di quella metafisica. Spesso cerca di tenere «il personale fuori dalla sua poesia»; un aspetto intrigante delle sue opere è «la capacità di incarnarsi in brillanti personaggi» (dall'antica poetessa romana Cinzia, a un oscuro poeta estone, Arno Tsart, a suor Lavinia) che creano «l'illusione di un alter ego di fantasia da cui lei è molto distante. Riesce a mantenere questa distanza anche quando parla in prima persona». Rimane sempre se stessa, pur rivelando poco o nulla sul suo vero io. L'elusiva molteplicità di identità è inusuale, specie tra le poetesse.
Alcuni lettori trovano il suo mondo «eccentrico e strano», altri «semplice e naif», ma sempre «imprevedibile». La Švarc estende l'immaginazione e, come Puškin, «crede nel potere della poesia, dato ai poeti da Dio stesso attraverso la natura».
Le sue opere sono piene di immagini religiose: angeli, demoni (da cui non è intimorita, anzi «ne è affascinata»), folli in Cristo, icone e visioni di paradiso e inferno, ma la «fede che illumina le poesie è lontana dalla chiesa ortodossa. La Švarc sviluppa una sua religione poetica, con riferimenti all'ortodossia russa, al giudaismo, al cattolicesimo, alla superstizione e al folclore»; aderisce strettamente a una sua personale visione.

### Temi
Dall'inizio alla fine della sua carriera, i temi della Švarc restano gli stessi; li rivisita negli anni, rivelando nuove e più complicate possibilità.
L'universo poetico della Švarc include persone morte e vive, animali, specialmente gatti e topi, natura, stelle, paradiso, i quattro elementi, luce e buio, angeli (rappresentanti del trascendente) e Dio, alcune volte il Dio del Giudizio universale, altre un Dio radioso che dorme nell'io lirico, altre un Dio amico e confidente, altre ancora un Dio pazzo; allude ampiamente alla mitologia greca e slava, fa riferimento ad artisti o luoghi.
La storia della Russia e la storia personale della Švarc sono inestricabilmente legate; alcune opere suggeriscono che per lei siano una sola cosa. C'è una costante traslazione dalla storia personale alla Storia e al mito e poi di nuovo a sé. Non a caso i maggiori temi della sua poesia sono la storia del suo paese, il misticismo, i miti pagani. La metamorfosi di ogni cosa in qualcos'altro nella sua poesia è in linea con l'interscambiabilità di tutti gli elementi dell'universo in generale: sopra e sotto, dentro e fuori, inizio e fine.
È nata a San Pietroburgo, una città costruita dalla storia; la sua architettura è riflessa nella sua poesia. La città ha fornito i soggetti di molte sue opere e le sue strade, i suoi palazzi e i suoi canali, i suoi miti letterari e i suoi fantasmi sono frequenti nelle sue poesie così come in quelle di Iosif Aleksandrovič Brodskij, Anna Achmatova e Aleksandr Puškin, e nella prosa di Nikolaj Gogol' e Fëdor Dostoevskij. Le strade e i quartieri di San Pietroburgo sono popolati dalle anime dei morti, il fiume Neva è spesso una forza maligna, la strada in cui una volta ha vissuto diventa il suo "paradiso perduto".
Come esprime bene nel libro del 1997 Zapadno-vostočnyj veter (Vento di est-ovest), la Švarc si sente alla fine della tradizione occidentale che esalta la razionalità e l'essere fondamentalmente conservatori, molto diversa dal canone russo cosiddetto orientale; allo stesso tempo, lei è all'inizio di una generazione più giovane che tende verso filosofie astratte e verso la dissoluzione della forma.
Nei versi della Švarc, il corpo è un'immagine ricorrente. Non si preoccupa quasi mai di specificare il genere: la sua poesia è interessata più al corpo come depositario dell'anima e del dolore che come corpo materno o fonte di piacere. In Il cacciatore invisibile la poetessa paragona i disegni delle voglie sul suo corpo alle costellazioni o a un foglio di musica. In Elegia del mio cranio a raggi-X, la poetessa allude al mito di Marsia, il poeta torturato e ucciso da Apollo come punizione per il suo orgoglio. La poesia riguarda i problemi della morte come alienazione da una forma fisica, del ruolo nell'artista nella società e della natura effimera del corpo.
La sensualità è un altro punto essenziale dell'opera della Švarc. Horror eroticus include ripetute immagini inquietanti di rapporti sessuali (paragonati ad assalti e omicidi) così come i temi della colpa, del disgusto e dell'intimità fisica ed emotiva. In E poi hai detto le parole, la relazione sessuale di una coppia è paragonata a quella di due gatti, in cui il sesso è un bisogno fisico ma non richiede sentimento o obblighi.
Un altro tema ricorrente nella poesia della Švarc è la sua identità come poetessa russa. In Kindergarten dopo trent'anni giustappone le immagini dei terreni vuoti e degli edifici industriali abbandonati della San Pietroburgo contemporanea contro la ricca storia culturale della città. Alcune volte riflette anche su questioni politiche, ma solo con sarcasmo.

### Personaggi: Cinzia e Lavinia
Usando sia brevi liriche sia lunghi cicli poetici, i versi della Švarc esplorano vari aspetti della condizione femminile, soffermandosi sugli elementi fisici e metafisici dell'esperienza femminile.
La Švarc ha creato due indimenticabili e differenti eroine: la leggendaria poetessa romana Cinzia, che nonostante ambientazioni e personaggi romani, usa un linguaggio contemporaneo per fare osservazioni su concetti come sessualità, aspettative sociali, violenza; e Lavinia, una suora che lotta per vincere le sue pulsazioni sessuali e per indagare il rapporto delle donne con Dio così come il posto delle donne nel mondo.
Nel 1974, la Švarc cominciò a scrivere una serie di brevi liriche, che nel 1978 vennero raccolte in due volumi, in cui l'io lirico è rappresentato dalla romana Cinzia. Le poesie sono dedicate a varie persone vicine a Cinzia. La prima, alla sua serva, in cui le chiede di strangolare un rumoroso pappagallo, esprime l'umore annoiato e pieno di rabbia immotivata, che Cinzia vanta come la propria privilegiata instabilità. La seconda poesia riguarda suo padre, che Cinzia immagina di uccidere orribilmente in vari modi, ma sa che non può farlo davvero. Cinzia parla anche con Cupido, e in una poesia dedicata a un'amica di nome Claudia, apprendiamo che Cinzia, che ha quarant'anni, non ricambia l'amore di un gladiatore che si strugge per lei, ma si preoccupa perché quest'infatuazione potrebbe renderlo più vulnerabile alla morte nell'arena.
Lavinia è invece la protagonista di Trudy i dni Lavinii, monachini iz ordena Obrezanija Serdca (Le opere e i giorni di Lavinia, suora dell'ordine della Circoncisione del Cuore), una sorta di diario tenuto da una suora in qualche modo eretica ma totalmente sincera, un po' pura e un po' impura. In questo diario la suora registra sogni, visioni, esperienze, vita quotidiana. L'opera è un moderno romanzo in versi, senza una trama, ma con un personaggio centrale che cambia ogni giorno. Le sue visioni sono rivisitazioni della tradizione poetica russa, un simbolismo barocco combinato con la religione.
Il titolo ha come riferimenti molteplici tradizioni: il poema di Esiodo Le opere e i giorni; l'apparente discendenza pagana dell'eroina, Lavinia; la fonte biblica della "circoncisione del cuore".
Le opere e i giorni sono un'esortazione alla saggezza, suggeriscono come vivere. Nel libro la Švarc esplora il ruolo di Lavinia come poetessa e il ruolo della poesia stessa. La scelta del nome Lavinia, non russo, sottolinea la natura eccezionale dell'eroina e sembra darle un retaggio pre-cristiano. Nella leggenda romana Lavinia era la figlia del re Latino, data in sposa a Enea e quindi progenitrice di Roma.
È importante per la Švarc la visione ecumenica di San Paolo, richiamata nella concezione del convento di Lavinia, che oltre a ebrei e gentili, include monaci buddisti, demoni, angeli e animali protettori. La circoncisione del cuore si riferisce appunto alla lettera di San Paolo ai Romani (II, 29), in cui il santo invoca la pulizia del cuore e l'accettazione di Cristo. L'eroina della Švarc come San Paolo, dà una nuova e radicale interpretazione della vita religiosa. Nel libro, il cuore di Lavinia è il luogo dove risiedono il dolore fisico e spirituale.
Le poesie di suor Lavinia sono collegate dal tempo, dallo spazio e da ripetizioni tematiche e lessicali, ma soprattutto dal peculiare sguardo della narratrice. Il luogo metafisico di Lavinia è uno spazio fisico (la Russia) circondato da un'entità spirituale (Dio). In particolare gli eventi descritti sono ambientati nel convento o nel corpo stesso della suora. Lavinia avverte la transitorietà dell'esistenza, ma a volte i suoi angeli hanno la concretezza di quelli di Michail Lermontov, e certe parole ricordano anche la poesia di Aleksandr Blok. Tutto è mobile e in continuo cambiamento nel mondo di Lavinia, che ripete parole e immagini chiave contribuendo al senso di unità in un libro solo apparentemente frammentario.
Il libro può essere visto come un piccolo romanzo di formazione che descrive lo sviluppo spirituale di una suora attraverso tentazioni e sofferenze verso un unico stato di illuminazione modellato sulla resurrezione di Cristo e sul nirvana buddista. Il ciclo poetico è caratterizzato da grande pathos e humor, elementi essenziali della poesia della Švarc.

## Opere

### Poesia
- «Танцующий Давид» ("Davide danzante") (New York: Russica Publishers, 1985)
- «Стихи» ("Versi") (Parigi: Беседа, 1987)
- «Труды и дни Лавинии, монахини из ордена Обрезания Сердца» ("Le opere e i giorni di Lavinia") (Ann Arbor: Ardis Publishers, 1987)
- «Стороны света» ("Direzione cardinale")  (Л.: Советский писатель, Ленинградское отделение, 1989)
- «Стихи» ("Versi") (Л.: Ассоциация «Новая литература», 1990)
- «Лоция ночи. Книга поэм» ("Pilota della notte, un libro di poesie") (СПб.: Советский писатель, Санкт-Петербургское отделение, 1993)
- «Песня птицы на дне морском» ("Canzone dell'uccello in fondo al mare") (СПб.: Пушкинский фонд, 1995)
- «Mundus Imaginalis» (СПб.: Эзро, 1996)
- «Западно-восточный ветер» ("Il vento di est-ovest") (СПб.: Пушкинский фонд, 1997)
- «Соло на раскалённой трубе» ("L'assolo sulla tromba infuocata") (СПб.: Пушкинский фонд, 1998)
- «Стихотворения и поэмы» ("Versi e poemi") (СПб.: Инапресс, 1999)
- «Дикопись последнего времени» ("Scritti furiosi dell'ultimo periodo") (СПб.: Пушкинский фонд, 2001)
- «Трость скорописца» ("Il bastone del tachigrafo") (СПб.: Пушкинский фонд, 2004)
- «Вино седьмого года» ("Il vino del settimo anno") (СПб.: Пушкинский фонд, 2007)

### Prosa e saggi
- Определение в дурную погоду ("Definizione del brutto tempo") (СПб.: Пушкинский фонд, 1997)
- Видимая сторона жизни ("Il lato visibile della vita") (СПб.: Лимбус, 2003)

### Raccolte
- «Сочинения Елены Шварц» ("Opere di Elena Švarc", Volumes I-II), тт. I-II (СПб.: Пушкинский фонд, 2002, versi e poemi)
- «Сочинения Елены Шварц» ("Opere di Elena Švarc", Volumes III-IV), тт. III-IV (СПб.: Пушкинский фонд, 2008, versi, prose e opere teatrali)

### Traduzioni
- Paradise: selected poems, Newcastle upon Tyne, Bloodaxe, 1993
- Ein kaltes Feuer brennt an den Knochen entlang... : Gedichte. Chemnitz; Berlin; St. Petersburg: Oberbaum, 1997
- Das Blumentier, Gedichte, Düsseldorf, Grupello-Verlag, 1999
- La vierge chevauchant Venise et moi sur son épaule: poèmes, Évian, Alidades, 2003
- San Pietroburgo e l'oscurità soave, traduzione di P. Galvagni, Venezia, Edizioni del Leone, 2005
- Olga Martynova, Jelena Schwarz, Rom liegt irgendwo in Russland. Zwei russische Dichterinnen im lyrischen Dialog über Rom. Russisch / Deutsch. Aus dem Russischen von Elke Erb und Olga Martynova, Wien, Edition per procura, 2006
- Birdsong on the seabed, Tarset, Bloodaxe Books, 2008
- Così vivevano i poeti, Thauma Edizioni, Pesaro 2013. Traduzione di Paolo Galvagni.